# Stazione di Sion
La stazione di Sion (in francese Gare de Sion e in tedesco Bahnhof Sion) è la principale stazione ferroviaria a servizio dell'omonima città svizzera. È gestita dalle Ferrovie Federali Svizzere. Insieme alla vicina stazione degli autobus costituisce un centro intermodale.